# 劉慤
劉慤（1508年—1571年），字致卿，號唐巖，江西吉安府萬安縣人，民籍，明朝政治人物，嘉靖甲辰進士出身。

## 生平
嘉靖十六年丁酉科江西乡试第十九名举人，二十三年（1544年），登甲辰科会试第一百二名，第二甲第五名進士。授工部都水司主事，榷税荆州，晋刑部郎中。三十年（1551年）出守嘉兴府，修缮城池、兵器，抵御倭寇，三十四年升浙江按察司副使。歴升云南按察使，四十五年四月升浙江右布政使，隆慶元年（1567年）八月升太仆寺卿，十月升都察院右佥都御史、巡抚湖广，四年三月晋南京大理寺卿，九月官至南京工部右侍郎，以兵事积疲遘疢，行至浔阳道中卒。

## 家族
曾祖劉廣衡，曾任資善大夫刑部尚書；祖父劉喬，曾任左布政使 贈階通議大夫；父劉玉，前通議大夫刑部左侍郎。前母蕭氏（贈淑人）；母王氏，封淑人。慈侍下。兄劉㦂，都察院司務；弟劉愆，官生。兄劉㦂，號蓉峯，嘉靖乡举，历官刑部员外、郎中，奉敕审录雲贵，出知湖广常德府事，升大中大夫两浙都转运使，调山东都转运使，再升浙江参政，谢病归。弟劉愆，员外郎。